# Linus Tornblad
Linus Tornblad (* 2. Juli 1993) ist ein schwedischer Fußballspieler.

## Sportlicher Werdegang
Tornblad begann mit dem Fußballspielen beim Azalea BK und wechselte später in die Jugend des Göteborger Klubs GAIS. Dort spielte er sich in die Juniorennationalmannschaft Schwedens. 2010 rückte er in den erweiterten Profikader, es dauerte jedoch bis 2012, ehe er in der Allsvenskan debütierte. Schnell etablierte er sich als Stammspieler, der Klub verpasste jedoch den Klassenerhalt in der höchsten Spielklasse. 